# ロージャ・ミクローシュ
ロージャ・ミクローシュ（ハンガリー語: Rózsa Miklós；ハンガリー語発音: [ˈroːʒɒ ˈmikloːʃ]、1907年4月18日 - 1995年7月27日）は、ハンガリー出身のアメリカ合衆国の作曲家。ミクロス・ローザという表記でも知られる。映画音楽の作曲家としてアカデミー作曲賞に17回ノミネートされ、3度受賞している。

## 経歴

### 幼少期から修学期
1907年、ブダペストでユダヤ人家庭に生まれた。5歳のときにヴァイオリニストであった叔父から受け継いだヴァイオリンを弾くようになり、ピアノとヴィオラについても学んだ。父は靴工場の経営者で、ロージャ・ミクローシュは化学技術者となる訓練を受けた後に1925年にハンガリーを離れ、ライプツィヒ大学に入学したが、まもなくライプツィヒ音楽院に転学。音楽院ではヘルマン・グラブナーの下で作曲を学んだ。その一方で、聖トーマス教会のオルガン奏者カール・シュトラウベの指導を受けて合唱音楽を学び、また助手も務めた。1927年に《弦楽三重奏曲 作品1》を作曲。

### フランス在住時代
1931年、マルセル・デュプレの勧めを受けてフランスのパリに移住。《管弦楽のための主題と変奏、終曲 作品13》《小オーケストラのためのセレナーデ 作品10》を上演し、特に前者は成功をおさめたが、経済的自立のためには「ニコライ・トマイ」の名で軽快な娯楽音楽を書き続けなければならなかった。

### イギリス、その後アメリカへ
1935年にパリを離れ、ロンドンに渡った。1937年、最初の映画音楽としてジャック・フェデー監督の『鎧のない騎士』、マリオン・ゴーリング監督の『街の嵐』をほぼ同時に担当した。数年間はアレクサンダー・コルダの映画製作会社ロンドン・フィルムズで働き、『フォー・フェザーズ』にも携わった。続いて『バグダッドの盗賊』の音楽制作に取り掛かったが、第二次世界大戦勃発により撮影はアメリカに移され、コルダの後を追って1940年にアメリカに渡った。
その後アメリカ合衆国で映画音楽の作曲家として活躍し、『深夜の告白』（1944年）、『白い恐怖』（1945年）や『二重生活』（1947年）、『クォ・ヴァディス』（1951年）、『緑の火・エメラルド』（1954年）、『ベン・ハー』（1959年）などで名声を博した。『白い恐怖』はロマン派的な、どことなくシューマンやラフマニノフを思わせるピアノ協奏曲の様式で作曲されており、またテルミンが利用されていることで有名。『ベン・ハー』の音楽は、後に管弦楽組曲としても編み直された。1970年にはビリー・ワイルダー監督の『シャーロック・ホームズの冒険』にも楽曲を提供し、1970年代の終わりまで映画音楽の作曲を続けた。
1995年、カルフォルニア州ロサンゼルスにて死去。墓はハリウッド・ヒルズ墓地にある。

## 作曲作品・作風について
映画音楽で知られるが、この間にも芸術音楽の作曲を止めてはおらず、1956年にハイフェッツの依嘱により《ヴァイオリン協奏曲 作品24》を、また1962年にハイフェッツとピアティゴルスキーのために《ヴァイオリンとチェロ、管弦楽のための主題と変奏 作品29a》などを作曲。これらの作品は、よりロマン派的な映画音楽とは異なり、新古典主義音楽とハンガリーの民族音楽を独自に折衷した作風となっている。室内楽は初期に数多く手懸けた。

## 家族・親族
- 父：靴工場の経営者。
- 妻：マーガレット（ - 1999年）とは1943年に結婚し、2児をもうけた。

## 作曲作品

### 映画音楽
- 鎧なき騎士 Knight without Armour（1937年）
- 密告者 The Squeaker（1937年）
- 四枚の羽根 The Four Feathers（1939年）
- スパイ The Spy in Black（1939年）
- バグダッドの盗賊 The Thief of Bagdad（1940年）
- リディアと四人の恋人 Lydia（1941年）
- 砂丘の敵 Sundown（1941年）
- 美女ありき The Hamilton Woman（1941年）
- ジャングル・ブック Jungle Book（1942年）
- 生きるべきか死ぬべきか To Be or Not to Be（1942年）[5]
- 熱砂の秘密 Five Graves to Cairo（1943年）
- サハラ戦車隊 Sahara（1943年）
- 深夜の告白 Double Indemnity（1944年）
- 夜明け前のひととき The Hour Before the Dawn（1944年）
- 東京スパイ大作戦 Blood on the Sun（1945年）
- 失われた週末 The Lost Weekend（1945年）
- 楽聖ショパン A Song to Remember（1945年）
- 白い恐怖 Spellbound （1945年）
- 殺人者 The Killers（1946年）
- 呪いの血 The Strange Love of Martha Ivers（1946年）
- 真昼の暴動 Brute Force（1947年）
- 砂漠の怒り Desert Fury （1947年）
- 二重生活 A Double Life（1947年）
- 決死の猛獣狩り The Macomber Affair （1947年）
- 赤い家 The Red House（1947年）
- 暴れ者 Kiss the Blood Off My Hands（1948年）
- 裸の町 The Naked City（1948年）
- 扉の陰の秘密 Secret Beyond the Door（1948年）
- モナリザの微笑 A Woman's Vengeance（1948年）
- アダム氏とマダム Adam's Rib（1949)
- 賄賂 The Bribe （1949年）
- 戦略爆撃指令 Command Decision（1948年）
- 裏切りの街角 Criss Cross（1948年）
- ボヴァリー夫人 Madame Bovary（1949年）
- 赤きダニューブ The Red Danube （1949年）
- アスファルト・ジャングル The Asphalt Jungle（1950年）
- 危機の男 Crisis（1950年）
- クォ・ヴァディス Quo Vadis（1951年）
- 黒騎士 Ivanhoe（1952年）
- 兄弟はみな勇敢だった All the Brothers Were Valiant （1953年）
- ジュリアス・シーザー Julius Caesar（1953年）
- 円卓の騎士 Knights of the Round Table（1953年）
- 悲恋の王女エリザベス Young Bess（1953年）
- 騎士ブランメル Beau Brummell（1954年）
- 緑の火・エメラルド Green Fire（1954年）
- 第八ジェット戦闘機隊 Men of the Fighting Lady（1954年）
- 王家の谷 Valley of the Kings（1954年）
- ムーンフリート Moonfleet （1955年）
- ボワニー分岐点 Bhowani Junction（1956年）
- 炎の人ゴッホ Lust for Life（1956年）
- 悪人への貢物 Tribute to a Bad Man（1956年）
- 黒い牙 Something of Value （1957年）
- 愛する時と死する時 A Time to Love and A Time to Die（1958年）
- ベン・ハー Ben-Hur（1959年）
- キング・オブ・キングス King Of Kings（1961年）
- エル・シド El Cid  （1961年）
- ソドムとゴモラ Sodom and Gomorrah（1962年）
- 予期せぬ出来事 The V.I.P.s（1963年）
- ザ・パワー The Power（1968年）
- グリーン・ベレー The Green Berets（1968年）
- シャーロック・ホームズの冒険 The Private Life of Sherlock Holmes（1970年）
- シンドバッド黄金の航海 The Golden Voyage of Sinbad（1973年）
- プロビデンス Providence（1977年）
- 悲愁 Fedora（1978年）
- タイム・アフター・タイム Time After Time（1979年）
- 針の眼 Eye of the Needle （1981年）
- スティーブ・マーティンの四つ数えろ Dead Men Don't Wear Plaid（1982年）

## 受賞歴

### アカデミー賞
受賞
1946年 アカデミードラマ・コメディ音楽賞: 『白い恐怖』
1948年 アカデミードラマ・コメディ音楽賞: 『二重生活』
1960年 アカデミー劇・喜劇映画音楽賞: 『ベン・ハー』
ノミネート
1941年 アカデミー作曲賞: 『バグダッドの盗賊』
1942年 アカデミードラマ音楽賞: 『リディアと四人の恋人』、『砂丘の敵』
1943年 アカデミードラマ音楽賞: 『ジャングル・ブック』
1945年 アカデミードラマ音楽賞: 『深夜の告白』、『最後の対決』
1946年 アカデミードラマ・コメディ音楽賞: 『失われた週末』、『楽聖ショパン』
1947年 アカデミードラマ・コメディ音楽賞: 『殺人者』
1952年 アカデミードラマ・コメディ音楽賞: 『クォ・ヴァディス』
1953年 アカデミードラマ・コメディ音楽賞: 『黒騎士』
1954年 アカデミードラマ・コメディ音楽賞: 『ジュリアス・シーザー』
1962年 アカデミードラマ・コメディ映画音楽賞、アカデミー歌曲賞(Love Theme from El Cid) ※作曲: 『エル・シド』

### ゴールデングローブ賞
ノミネート
1953年 作曲賞: 『黒騎士』
1962年 作曲賞: 『エル・シド』、『キング・オブ・キングス』

## 文献
- Miklós Rózsa: "Quo Vadis?" Film Music Notes, Vol. 11, No. 2 (1951)
- Miklós Rózsa: Double Life: The Autobiography of Miklós Rózsa, Composer in the Golden Years of Hollywood, Seven Hills Books (1989) - ISBN 0859362094
- Miklós Rózsa: Double Life: The Autobiography of Miklós Rózsa, Composer in the Golden Years of Hollywood, The Baton Press (1984) - ISBN 0-85936-141-1 (Softcover edition)
- Miklós Rózsa: Életem történeteiből (Discussions with János Sebestyén, edited by György Lehotay-Horváth). Zeneműkiadó, Budapest (1980) - ISBN 963 330 354 0
- Christopher Palmer: Miklós Rózsa. A Sketch Of His Life And Work. With a foreword by Eugene Ormandy. Breitkopf & Härtel, London, Wiesbaden (1975)
- Miklós Rózsa and Miklós Rózsa on Film Music in Tony Thomas: Film Score. The Art & Craft of Movie Music, Riverwood Press (1991) - ISBN 1-880756-01-3, p. 18-32
- Miklós Rózsa in William Darby und Jack Du Bois: American Film Music. Major Composers, Techniques, Trends, 1915 - 1990. McFarland (1990) - ISBN 0-7864-0753-0 - p. 307-344
- Miklós Rózsa in Christopher Palmer: The Composer In Hollywood. Marion Boyars (1993) - ISBN 0-7145-2950-8 - p. 186-233
- From 1950 to the Present in Roy M. Prendergast: Film Music. A Neglected Art. A Critical Study of Music in Films. Second Edition. Norton (1992) - ISBN 0-393-30874-X - p. 98-179 (in this chapter, the author analyzes Rózsa's score from Quo Vadis (p. 126-130), on a few pages more, he also discusses Julius Caesar and King of Kings), a couple of other film works by Miklós Rózsa are merely mentioned)
- Jeffrey Dane: "A Composer's Notes: Remembering Miklós Rózsa", iUniverse (2006) - ISBN 0595414338